# Frontkämpfertreffen
Die deutsch-französischen Frontkämpfertreffen zwischen 1936 und 1938 waren symbolträchtige Begegnungen ehemaliger Kriegsteilnehmer aus beiden Ländern, die offiziell der Versöhnung nach dem Ersten Weltkrieg dienten, in der Realität jedoch von der nationalsozialistischen Propaganda instrumentalisiert wurden, um außenpolitisch den Eindruck friedlicher Absichten zu erwecken und Frankreich in Sicherheit zu wiegen, während zugleich die Aufrüstung der Wehrmacht und aggressive Expansionspläne des Deutschen Reiches vorangetrieben wurden.

## Kontext
Der Erste Weltkrieg (1914–1918) forderte rund 17 Millionen Tote und unzählige Verwundete und Hinterbliebene in ganz Europa. Millionen französische, deutsche und weitere Soldaten überlebten den Krieg schwer versehrt: Sie litten an körperlichen Verstümmelungen, chronischen Krankheiten, psychischen Traumata und sozialen Folgen wie Arbeitslosigkeit und Armut. Diese „Kriegsversehrten“ und „Frontkämpfer“ prägten die Zwischenkriegszeit als sichtbares Mahnmal des industrialisierten Massenkrieges.
Nach dem Ersten Weltkrieg standen Millionen von Soldaten in Deutschland und Frankreich vor einer neuen Realität: Sie kehrten aus den Schützengräben zurück in Gesellschaften, die tief gespalten und wirtschaftlich zerrüttet waren. In der Weimarer Republik wurden die Veteranen zunächst nicht als Helden gefeiert, auch um den Frieden von Versailles, der als Schandfrieden wahrgenommen wurde, zu vergessen – anders als in Frankreich, wo der Status des Poilu (Frontsoldat) stärker ins nationale Gedächtnis integriert wurde. In Deutschland blieb die Anerkennung der Frontkämpfer lange Zeit „still“: Ehemalige Soldaten erhielten zwar Unterstützung durch staatliche Fürsorgeeinrichtungen, aber es fehlte an offizieller Würdigung, Denkmälern oder einer klaren Ehrungskultur. Erst mit dem Erstarken nationalistischer Strömungen und insbesondere unter dem Einfluss des Nationalsozialismus wandelte sich diese Zurückhaltung. Die Veteranen, organisiert in politisch unterschiedlich ausgerichteten Verbänden wie dem Stahlhelm oder dem Reichsbund der Kriegsbeschädigten und Kriegsteilnehmer, wurden zunehmend als „Frontgemeinschaft“ verklärt, deren Opferbereitschaft für das Vaterland propagandistisch aufgeladen wurde. Diese Entwicklung schuf die Grundlage für die Instrumentalisierung der Veteranen in politischen Projekten, wie den deutsch-französischen Frontkämpfertreffen ab 1936.

## Frontkämpfertreffen

### Verdun 1936

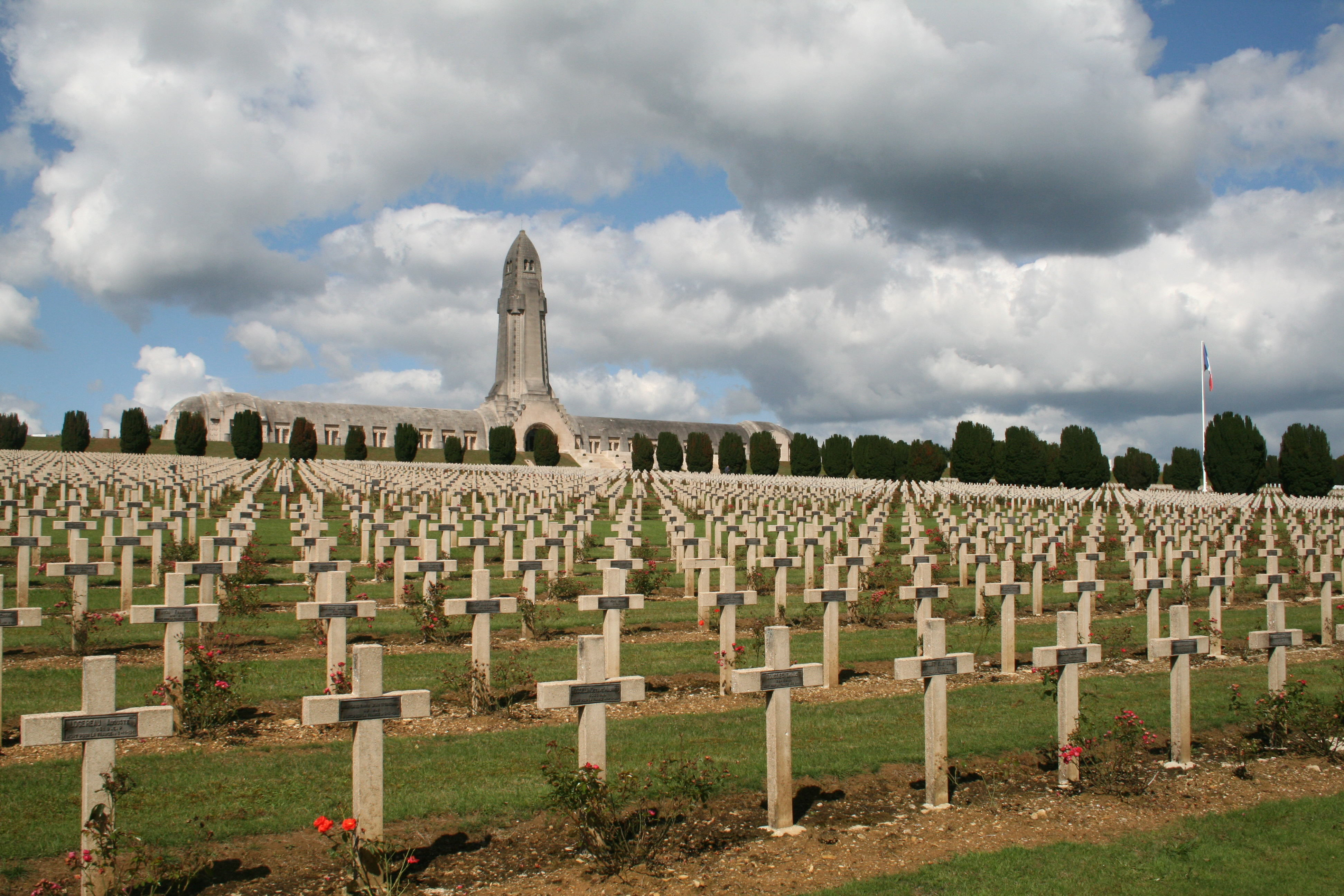
Das Beinhaus von Douaumont.

Am 6. und 7. Juli 1936 kamen rund 30.000 französische und 500 deutsche Veteranen in Verdun zusammen – dem Symbolort der blutigsten Schlacht des Ersten Weltkriegs. Sie versammelten sich am Beinhaus von Douaumont und schworen gemeinsam, für den Frieden einzutreten und nie wieder gegeneinander in den Krieg zu ziehen. Dieser symbolische Akt wurde in Frankreich als ehrliche Geste der Versöhnung wahrgenommen. Auf deutscher Seite begleitete jedoch bereits eine subtile Propagandastrategie die Veranstaltung: Das nationalsozialistische Regime nutzte das Treffen, um außenpolitisch ein Bild von Friedensbereitschaft zu zeichnen und den Wunsch nach Verständigung mit Frankreich zu betonen – während es gleichzeitig an einer expansiven und aggressiven Politik arbeitete. Verdun wurde so zum Schauplatz einer doppelten Botschaft: echter Friedenswille auf französischer Seite, strategische Instrumentalisierung auf deutscher.

### Freiburg im Breisgau 1937
Im Juni 1937 fand ein weiteres Treffen in Freiburg im Breisgau statt. Französische Veteranendelegationen reisten in die deutsche Grenzregion und nahmen an offiziellen Feiern, Kranzniederlegungen und Begegnungen teil. Auch hier standen Versöhnung und Friedenswillen im Vordergrund der offiziellen Reden – etwa die Worte des Bürgermeisters von Besançon, der den Brückenschlag zwischen den Nationen betonte. Doch unter der Oberfläche zeigte sich erneut die propagandistische Agenda des NS-Staates: Das Treffen diente dazu, Frankreich in Sicherheit zu wiegen und den Eindruck zu erwecken, das nationalsozialistische Deutschland wolle den Frieden wahren. Die französischen Teilnehmer konnten zu diesem Zeitpunkt nur bedingt erkennen, dass ihre Teilnahme zunehmend Teil eines strategischen Spiels wurde.

### Berlin 1938
Der Höhepunkt der Frontkämpferbegegnungen war der Besuch einer französischen Veteranendelegation in Berlin im Oktober 1938. Die Nationalsozialisten inszenierten diesen Empfang als spektakuläre Massenveranstaltung: Im Olympiastadion feierten rund 100.000 Menschen die französischen Gäste, es gab große Reden, Musik, Paraden und öffentliche Gesten der Freundschaft. Die deutsche Führung stellte das Treffen als Beweis für die Überwindung der „Erbfeindschaft“ dar und wollte damit den Anschein erwecken, Frankreich und Deutschland könnten in Frieden und gegenseitigem Respekt nebeneinander bestehen. Darunter zählte auch das Abspielen der französischen Nationalhymne. Tatsächlich diente die Veranstaltung vor allem der propagandistischen Außendarstellung und der außenpolitischen Täuschung. Erst 1939 erkannten die französischen Veteranen, dass ihre Friedensbereitschaft von der deutschen Seite ausgenutzt wurde – und brachen die Kontakte endgültig ab.

## Inszenierung von Friedensabsichten
Die deutsch-französischen Frontkämpfertreffen zwischen 1936 und 1938 waren Teil einer gezielt inszenierten Friedensstrategie Hitlers, die darauf abzielte, insbesondere Frankreich zu beruhigen und die internationale Öffentlichkeit von den tatsächlichen Kriegsabsichten des Deutschen Reiches abzulenken. Während bei den Treffen symbolträchtige Gesten der Versöhnung zelebriert wurden, verfolgte das NS-Regime hinter den Kulissen längst einen aggressiven Eroberungsplan. Dies wird besonders deutlich an der geheimen Rede Hitlers vor der Wehrmachtführung am 5. November 1937, die in der sogenannten Hossbach-Niederschrift festgehalten wurde: Dort skizzierte Hitler offen seine Pläne zur gewaltsamen Expansion und sprach von der „Zerschlagung der Tschechoslowakei“ und der „Niederwerfung Österreichs“, die beide als notwendige Schritte für den angestrebten Eroberungskrieg betrachtet wurden. Parallel dazu lief seit 1936 die massive militärische Aufrüstung im Rahmen des Vierjahresplans, der die deutsche Wirtschaft konsequent auf einen bevorstehenden Krieg vorbereitete. Während also die Treffen mit den französischen Veteranen in der Öffentlichkeit als Zeichen der Versöhnung präsentiert wurden, dienten sie in Wahrheit der psychologischen Kriegsführung, um Frankreich und andere potenzielle Gegner über die wahren Absichten des Regimes zu täuschen.